# Olivença (Alagoas)
Olivença is een gemeente in de Braziliaanse deelstaat Alagoas. De gemeente telt 10.865 inwoners (schatting 2009).
De gemeente grenst aan Santana do Ipanema, Olho d'Água das Flores en Major Isidoro.